# Constantine B. Kilgore

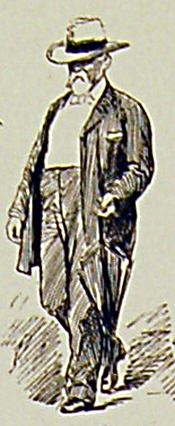
Constantine B. Kilgore

Constantine Buckley Kilgore (* 20. Februar 1835 in Newnan, Georgia; † 23. September 1897 in Ardmore, Oklahoma) war ein US-amerikanischer Jurist und Politiker. Zwischen 1887 und 1895 vertrat er den Bundesstaat Texas im US-Repräsentantenhaus.

## Werdegang
Im Jahr 1846 kam Constantine Kilgore mit seinen Eltern in das Rusk County in Texas, wo er die öffentlichen Schulen besuchte. Während des Bürgerkrieges diente er als Stabsoffizier im Heer der Konföderation. Nach einem Jurastudium und seiner Zulassung als Rechtsanwalt begann er im Rusk County in diesem Beruf zu arbeiten. Im Jahr 1869 war er dort auch Friedensrichter. Gleichzeitig schlug er als Mitglied der Demokratischen Partei eine politische Laufbahn ein. Im Jahr 1875 war Kilgore Delegierter auf einer Versammlung zur Überarbeitung der Staatsverfassung von Texas. Zwischen 1884 und 1886 gehörte er dem Senat von Texas an, als dessen Präsident er seit 1885 fungierte.
Bei den Kongresswahlen des Jahres 1886 wurde Kilgore im dritten Wahlbezirk von Texas in das US-Repräsentantenhaus in Washington, D.C. gewählt, wo er am 4. März 1887 die Nachfolge von James H. Jones antrat. Nach drei Wiederwahlen konnte er bis zum 3. März 1895 vier Legislaturperioden im Kongress absolvieren. Nach dem Ende seiner Zeit im US-Repräsentantenhaus wurde Kilgore von Präsident Grover Cleveland zum Bundesrichter für den südlichen Teil des damaligen Indianer-Territoriums ernannt. Dieses Amt bekleidete er bis zu seinem Tod am 23. September 1897 in Ardmore.